# Wladimir Alexandrowitsch Kowin
Wladimir Alexandrowitsch Kowin (russisch Владимир Александрович Ковин; * 20. Juni 1954 in Gorki) ist ein ehemaliger sowjetisch-russischer Eishockeyspieler, der nach seinem Karriereende in Frankreich als Trainer arbeitete.

## Karriere
Während seiner Karriere in der Sowjetunion spielte er zwischen 1972 und 1988 bei Torpedo Gorki in der höchsten Spielklasse des Landes, der Wysschaja Liga. Insgesamt erzielte er 174 Tore in 536 Spielen in der sowjetischen Liga.

### International
Am 18. August 1976 stand er in einem Spiel gegen Schweden zum ersten Mal für die Sowjetische Nationalmannschaft auf dem Eis. Seine internationale Karriere wurde mit der Goldmedaille bei den Olympischen Winterspielen 1984 gekrönt. Für die Nationalmannschaft erzielte er 21 Tore in 64 Länderspielen. Am 1. Mai 1985 bestritt er sein letztes Länderspiel. 1984 wurde er als Verdienter Meister des Sports der UdSSR ausgezeichnet.

### In Frankreich
1988 erhielt er die Erlaubnis, ins westeuropäische Ausland zu wechseln und spielte bis 1994 für den HC Reims in der ersten und zweiten Spielklasse Frankreichs. In der Saison 1994/195 spielte für die ASG Tours. Bei beiden Vereinen agierte er jeweils als Spielertrainer.
In den Spielzeiten 1998/99, 2003/04 und 2007/08 kehrte er jeweils für einige Spiele aufs Eis zurück, ansonsten war er Nachwuchstrainer beim HC Reims respektive Reims Champagne Hockey.

## Erfolge und Auszeichnungen
- 1979 Challenge-Cup-Sieger
- 1984 Goldmedaille bei den Olympischen Winterspielen
- 1984 Auszeichnung als Verdienter Meister des Sports der UdSSR
- 1984 Orden der Völkerfreundschaft
- 1985 Bronzemedaille bei der Weltmeisterschaft

Goldmedaille bei der Europameisterschaft

## Karrierestatistik

### International
(Legende zur Spielerstatistik: Sp oder GP = absolvierte Spiele; T oder G = erzielte Tore; V oder A = erzielte Assists; Pkt oder Pts = erzielte Scorerpunkte; SM oder PIM = erhaltene Strafminuten; +/− = Plus/Minus-Bilanz; PP = erzielte Überzahltore; SH = erzielte Unterzahltore; GW = erzielte Siegtore; 1 Play-downs/Relegation; Kursiv: Statistik nicht vollständig)